# Zincoberaunita
La zincoberaunita es el análogo de la beraunita en el que el Zn substituye al Fe2+. Es un fosfato hidratado, con hidroxilos, del grupo de la beraunita, formado por la propia beraunita, la eleonorita, la zincoberaunita y la tvrdýita. Fue descrito como una nueva especie mineral a partir de ejemplares encontrados en la explotación a cielo abierto Cornelia, sobre la pegmatita de Hägendorf Sur, Hägendorf, Waidhaus, Alto Palatinado, Baviera (Alemania), que consecuentemente es la localidad tipo.

## Propiedades físicas y químicas
La zincoberaunita contiene Zn en lugar de hierro ferroso. Antes de que se caracterizara como una especie independiente, se habían ancontrado ejemplares con un alto contenido de zinc, pero dado que le contenido de hierro era superior, se habían considerado como variedades. Además de los elementos indicados en la fórmula, contiene pequeñas cantidades de magnesio y calcio. En la localidad tipo aparece como microcristales capilares de color gris pálido formando agregados de aspecto sedoso. En una segunda localidad se ha encontrado como mocrocristales prismáticos con zonados composicionales.

## Yacimientos
La zincoberaunita se ha localizado hasta el momento en dos localidades en el mundo, la localidad tipo, y Krasno, cerca de Horní Slavkov (República Checa). Aparece en dos paragénesis, como alteración de otros fosfatos en pegmatitas: en una con jungita, fosfofilita y mitridatita y en otra con flurlita, plimerita, beraunita rica en zinc, schoonerita, parascholzita, robertsita y fosfofilita alterada. Sin embargo, es probable que el estudio detallado de los ejemplares de beraunita rica en zinc permita localizar otras localidades para la zincoberaunita 